# Láng Mihály (pedagógus)
Láng Mihály (Kálmánd, 1856. szeptember 13. – Budapest, 1920) állami óvónőképző-intézeti igazgató.

## Élete
Gimnáziumi tanulmányait Nagykárolyban, az elemi tanítóképzőt Szatmárt és Máramarosszigeten, a polgári tanítóképző-intézetet Budapesten a Pedagógiumban, az óvónőképző-intézeti tanárokat képesítő tanfolyamot szintén Budapesten végezte. Szatmárnémetiben néptanító, Pancsován és Kapuváron polgáriskolai tanító, Nagyszőlősön és Nagyszebenben polgáriskolai igazgató, Sepsiszentgyörgyön és Eperjesen kisdedóvónőképző-intézeti igazgató volt.

## Írásai
Cikkeket írt a Népanítók Lapjába (1885. Ingyenes magyar nyelvi tanfolyamok, 1886-87. Ingyenes magyar nyelvi tanfolyam Nagyszebenben, A magyar nyelv tanítása és a nemzetiségek iránti rokonszenv. A magyar beszéd gyakorlása és a nem magyar tannyelvű iskolák, Közegészségi nyomorúságok az ősz és tél beálltával, 1889. Miképen lehetne a falvakban és városokban élő kuruzslók, parasztorvosok káros működésének véget vetni?, 1890. A cultur-egyesületek és az iskola sat.), a máramaros-szigeti Nevelésbe, a Polgári Iskolába, a Kisdednevelésbe, a Polgári Iskolába, a Kisdednevelésbe, a Népnevelőbe, a Kolozsvárba (1893. 226. sz. Kisdednevelés az ókorban); írt még a Beregbe, Ugocsába sat.

## Munkái
- Magyar nyelvgyakorló a magyar beszéd tanításához. Német-, tót-, román- és szerbajkú felnőttek és az I. fokú ipariskola növendékei számára. Bpest, 1885. Három rész (Ism. Család és Iskola. 2. javított kiadás. Melléklet Magyar-német szótár. Uo. 1887)
- Vezérkönyv a «Magyar nyelvgyakorló felnőttek és magyarul nem tudó I. fokú ipariskola növendékei számára» cz. munkához. Uo. 1886
- Magyar-tót szótár a Nyelvgyakorlóhoz. Uo. 1887
- Magyar-román szótár a Nyelvgyakorlóhz. Uo. 1887
- Ábécé- és olvasókönyv, a magyar olvasás és magyar beszéd tanításához. A német, román, tót és szerb tannyelvű népiskolák számára. Uo. 1887-88. Négy rész. (2. kiadás. Uo. 1892)
- Vezérkönyv az ... «ABC-és és olvasókönyvek ...» cz. munkákhoz. Uo. 1887
- Az Osztrák-Magyar monarchia és Európa földrajza. A polgári és felsőbb leányiskolák I. osztálya részére. Uo. 1888
- Ugyanaz. A polgári fiuiskolák I. osztálya számára. Uo. 1888
- Leitfaden zum Unterricht der ungarischen Sprache für Lehrer an Volksschulen nicht ungarischer Unterrichts-Sprache. Uo. 1888, két rész
- Mikép tanítandó a népiskolákban a magyar nyelv, mint a gyakorlati élet társalgási nyelve? A délmagyarországi tanító-egylet által jutalmazott pályamű. Pancsova, 1889
- A kisdednevelés módszertana. Sepsi-Szent-György, 1893 (2. kiadás. Molnár Mártonnal együtt. Eperjes, 1895)
- Rendszeres magyar nyelvtan. Bpest, 1894
- Magyar irodalom ismertetése. Uo. 1894
- Magyar olvasókönyv a kisdedóvók számára. Uo. 1894
- Sárosmegye népnevelése az ezredik évben. Eperjes, 1896
- A magyar beszédre való szoktatásnak módja. Bpest, 1899 (Ism. M. Kritika II. 24., III. 6. sz.)

Szerkesztette a Magyar kisdednevelés és népoktatás c. havi folyóiratot 1895. május 1-től Eperjesen Peres Sándorral és a Sárosvármegye népnevelése az ezredik évben Eperjes, 1896. c. munkát Simkó Endrével együtt.